# Widliczka ostrozębna

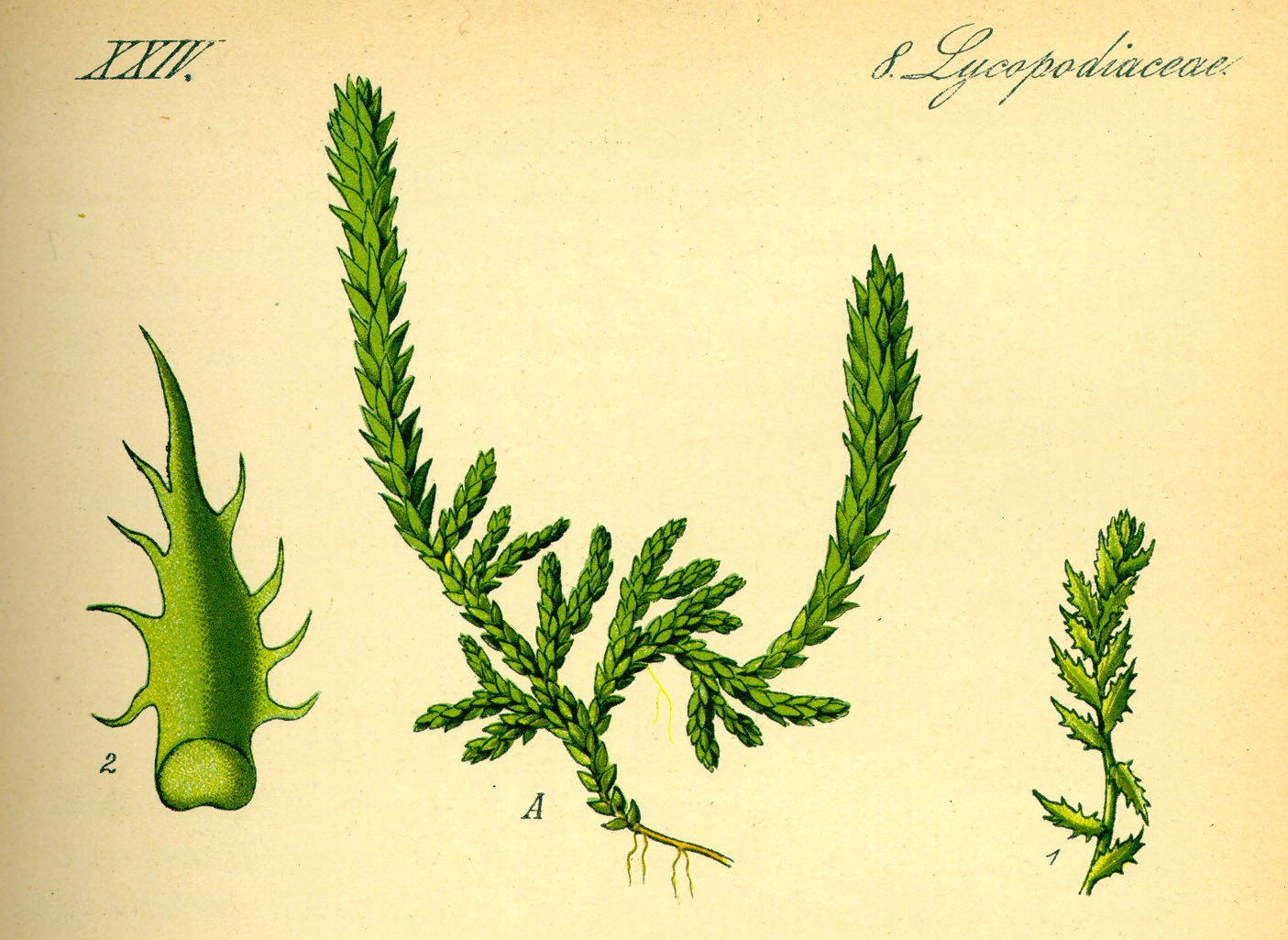
Morfologia

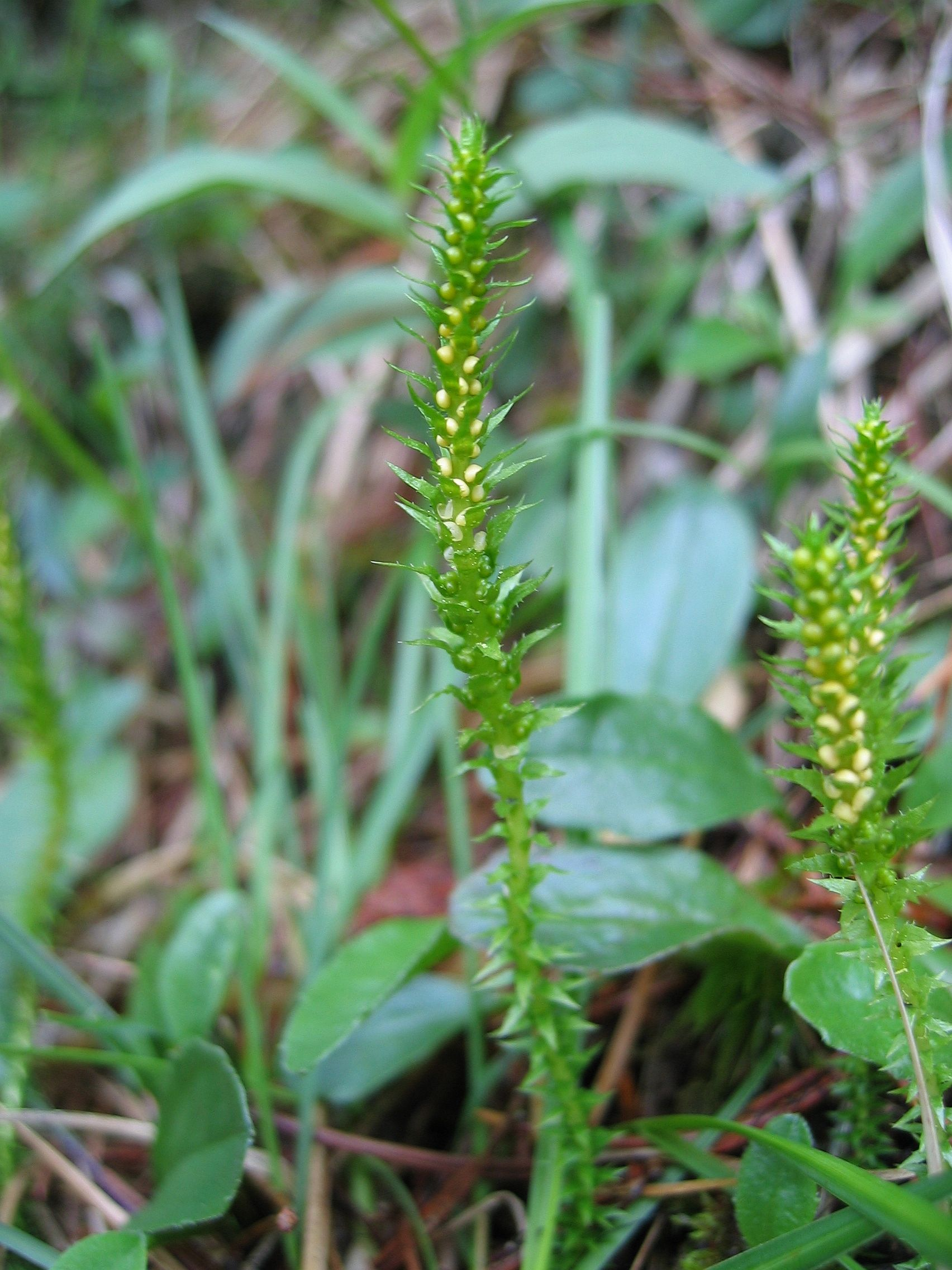
Kłosy zarodnionośne

Widliczka ostrozębna (Selaginella selaginoides) – gatunek należący do rodziny widliczkowatych. Jest jednym z ok. 700 gatunków z rodzaju widliczka i zarazem jedynym współczesnym przedstawicielem tego rodzaju we florze polskiej. W Polsce występuje wyłącznie w wyższych partiach Sudetów (Góry Izerskie i Karkonosze) i Karpat Zachodnich, gdzie jest gatunkiem dość częstym.

## Morfologia
PokrójDrobna roślina o wysokości 5–10 cm tworząca niewielkie, gęste darnie.
PędyPromieniste, rozgałęzione i zróżnicowane na pędy czołgające się, oraz pędy wzniesione.
LiścieSkrętoległe, lancetowate, ostro zakończone. Mają długość 3–4 mm i szerokość 0,6–0,8 mm, jeden nerw środkowy, a na brzusznej stronie drobny języczek. Charakterystyczną cechą taksonomiczną jest występowanie na brzegach liści ząbków.
Kłos zarodnionośnySłabo wyróżniający się, znajduje się na szczycie pędów wzniesionych. Liście zarodniowe są dłuższe od liści płonnych, mają żółtozieloną barwę i są mocniej ząbkowane. Zarodnie wyrastają w kątach liści. Zarodnie dolne zawierające 4 makrospory są większe i mają bladożółty kolor. Zarodnie górne z licznymi mikrosporangiami są mniejsze, ciemnobrązowe i mają nerkowaty kształt.
PrzedrośleBardzo silnie zredukowane i zróżnicowane na męskie z plemniami i żeńskie z rodniami.

## Biologia i ekologia
RozwójBylina. Zarodniki dojrzewają od lipca do sierpnia.
SiedliskoTrawiaste półki skalne, upłazy, brzegi potoków. W górach występuje po piętro alpejskie.
FitosocjologiaGatunek charakterystyczny dla zespołu Festuca versicoloris-Seslerietum.

## Zagrożenie i ochrona
W Polsce gatunek jest objęty od 2014 roku częściową ochroną gatunkową. Zakazy dotyczą także gospodarki rolnej, leśnej i rybackiej. W latach 2004–2014 podlegał ochronie ścisłej. Generalnie nie jest zagrożony. Duża część jego stanowisk znajduje się w parkach narodowych: babiogórskim, karkonoskim, pienińskim i tatrzańskim.